# No Borders Orchestra
Das No Borders Orchestra (NBO) ist ein Ensemble klassischer Musiker des ehemaligen Jugoslawiens. Es wurde 2012 gegründet und wird von Premil Petrović dirigiert. Das NBO setzt sich zum Ziel, durch künstlerische Klasse Nationalismus, Rassismus, Fremdenfeindlichkeit und Homophobie zu überwinden.

## Geschichtlicher Hintergrund
Das ehemalige Jugoslawien bestand aus sechs Republiken und zwei autonomen Regionen. Innerhalb eines Jahrzehnts nach dem Tod des langjährigen Präsidenten Josip Broz Tito (1892–1980) stiegen nationalistische Spannungen in diesem multikulturellen und multireligiösen Staat stark an und gipfelten in dem Zerfall Jugoslawiens, dem darauf folgenden Gewaltausbruch, dem Bosnienkrieg und der ethnischen Säuberung. Sieben neue Staaten wurden gegründet, alle mit eigener Währung, eigener Armee und Grenzkontrolle.
Inzwischen schlossen sich Slowenien und Kroatien der Europäischen Union an. Obwohl Slowenien, Montenegro und der Kosovo inzwischen den Euro als Zahlungsmittel nutzen, sind die Grenzen noch wie vor geschlossen, die Restriktionen gegen jeweils andere Staaten des ehemaligen Jugoslawiens und die Anfeindungen bestehen nach wie vor.

## Manifesto
Der Gründung vorausgehend erklärte das Orchester seine Absichten in einem so genannten Manifesto:

“NBO is founded on two basic premises. The social aspect of the project is achieved by the deconstruction of stereotypes, overcoming of nationalism, racism, xenophobia, homophobia, the gory legacy of the past and through the affirmation of cultural values that are in a complete state of disarray in local transitional societies. Being fully aware of the past, NBO is not a project nostalgic about ex-Yugoslavia. On the contrary, it is completely committed to the future. Nostalgia abolishes criticism and critical engagement is at the basis of our idea. The right to the future requires the courage to face all traumatic facts from the past. An honest dialogue about difficult responsibility issues dispels demons from the past and opens doors for possibilities that are yet to come.
From the artistic side, we wish to create a symphonic orchestra where all members will have the motivation, engagement and energy of a chamber orchestra and will breathe like a big chamber ensemble. NBO is an ensemble of soloists. We are asking questions and with our performances we offer some answers: Why a symphony orchestra in 21st century? Why classical music at all? How can music become relevant again? How can music become a way of life again? What can be done with the ritual of classical concert, which hasn’t changed since the 19th century? How can classical music stop being a museum exhibit? How can the relation between the audience and musicians be changed? Why does no alternative scene of classical music exist? What does it mean: to listen? What are our expectations and valuations based on while listening? How can we open up for something different? How can we play and listen freely?”

Die Gründer des NBO erklären weiterhin, dass das Hauptanliegen des Orchesters, die Verbindung zwischen Musik und Leben sei, dass sie vom West-Eastern Divan Orchestra (WEDO) und deren Gründer Daniel Barenboim beeinflusst seien und dass sie vermeiden wollen, dass ihre künstlerische Klasse zur Selbstinszenierung diene und zum (freiwilligen) Ausschluss aus der Gesellschaft führe.

## Ziele und Motive
Das No Borders Orchestra hat sich ein Langzeitzeil gesetzt; jedes Jahr will das Orchester ein neues Programm auf diversen Festivals auf der Balkanhalbinsel und in Europa spielen.

## Start und internationale Anerkennung
Obwohl der ursprünglich geplante Start des Orchesters 2011 mit Mahlers 2. Sinfonie aufgrund fehlender finanzieller Mittel nicht realisiert werden konnte, wies das Projekt dennoch einen beeindruckenden Beginn vor. Das NBO warb etwa 50 Musiker von beinahe allen Musik Zentren des ehemaligen Jugoslawiens an – von Belgrad, Ljubljana, Zagreb, Sarajevo, Skopje, Priština und Novi Sad. Sie wurden ausgebildet von namhaften Musikern einiger deutscher Orchester, zum Beispiel Musiker der Berliner Philharmoniker oder des WDR Sinfonieorchester Köln.
Das Orchester wird von der European Festival Association (EFA) finanziert.

### 2012
Am 9. Oktober 2012 hatte das NBO in Kanjiža im Banat den ersten Auftritt auf. Die Region ist bekannt für ihre Vielfalt in Bevölkerung, Sprache und Kultur. Symbolisch war auch die Auswahl des Programms – Sergei Prokofjews 1. Sinfonie, Charles Ives The Unanswered Question und Zoltán Kodálys Tänze aus Galanta.
Zwei Tage später eröffnete das Orchester das Belgrad Musik Festival (BEMUS) mit dem gleichen Programm, ergänzt von Beethovens 5. Klavierkonzert mit Hinrich Alpers als Solist. Das Publikum und Kritiker waren beeindruckt. Das neue Orchester spielte so, als ob es schon seit Jahren bestehe: “On a specially arranged stage, in a whirlpool of electricity, in the audience vibrating with different generations and sensibilities, gathered for the event as if from an unknown planet and deeply immerged in expecting miracles of sounds, we finally met the No Borders Orchestra”, schrieb Zorica Kojić in der Belgrader Tageszeitung Danas.

### 2013
Das Orchester spielte 2013 das erste Mal am 16. März in der Synagoge von Novi Sad. Es spielte Isidora Žebeljans The Horses of Saint Mark, Isaac Albéniz Iberia mit Edin Karamzov als Solist an der Gitarre und nochmals Zoltán Kodály Tänze aus Galanta.
Am Tag darauf wurde das gleiche Programm in Belgrad wiederholt. Im August des Jahres tourte das Orchester durch das ehemalige Jugoslawien und spielte auf diversen Festival, u. a. in Kotor und Herceg Novi (beides Montenegro), in Trebinje (Bosnien und Herzegowina) und in Ljubljana (Serbien). Als Solist für das Werk Concierto de Aranjuez von Joaquín Rodrigo spielte der Gitarrist Edin Karamazov. Stanko Madic, der 1. Violinist des Orchesters, beschrieb den Auftritt in Trebinje folgendermaßen:

“In an environment that is extremely nationalistic, we were greeted with significant distrust since we have several Albanian musicians from Kosovo. But at the end of the concert, the audience reacted with standing ovations. They did not only accept the Albanians who were playing in their city, but numerous people at the city square also listened very carefully to the demanding classical music programme in a city where no symphony orchestra has performed before.”

Im Oktober desselben Jahres spielte das NBO Franz Schuberts Sinfonie in E-Dur (Schubert) (die 7. Sinfonie), Richard Wagners Siegfried-Idyll und nochmals Kodálys Tänze aus Galanta in der Mutter-Teresa-Kathedrale in Priština. Zehn Tage später trat das Orchester das erste Mal außerhalb der Balkanhalbinsel auf; im Radialsystem V in Berlin, mit den Werken von Žebeljan, Wagner, Kodály und Lera Auerbachs Sogno di Stabat Mater.

### 2014
2014 spielte das NBO Giuseppe Verdis Oper Macbeth in einer Neu-Produktion von Brett Bailey, zusammen mit einem südafrikanischen Chor. Die Premiere war am 13. Mai in Brüssel während der KunstenFESTIVALdesArts – einem Theaterfestival im KVS Theater. Danach spielte es die Oper auf weiteren Festivals in Europa – in Rotterdam, Wien, Montpellier, Braunschweig, London, Lissabon, Girona, Tarbes, Toulouse, Straßburg und Paris.

### 2015
2015 spielt das NBO Gustav Mahlers 2. Sinfonie in Srebrenica. Diese Sinfonie ist auch als ‘Auferstehungsinfonie’ bekannt und soll an den Genozid vor 20 Jahren in Srebrenica erinnern.